# Pozzonovo

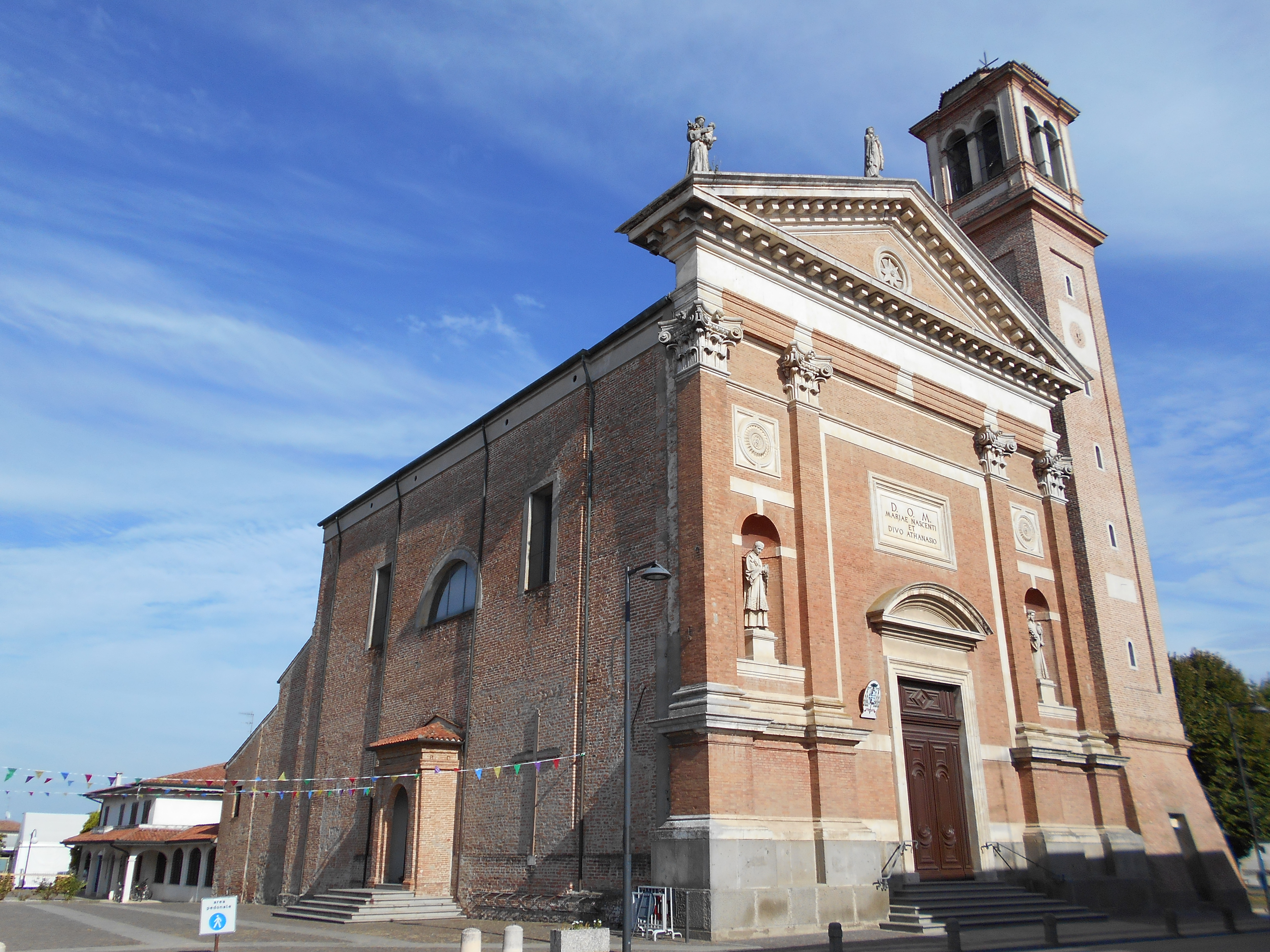
Chiesa della Natività della Beata Vergine Maria a Pozzonovo

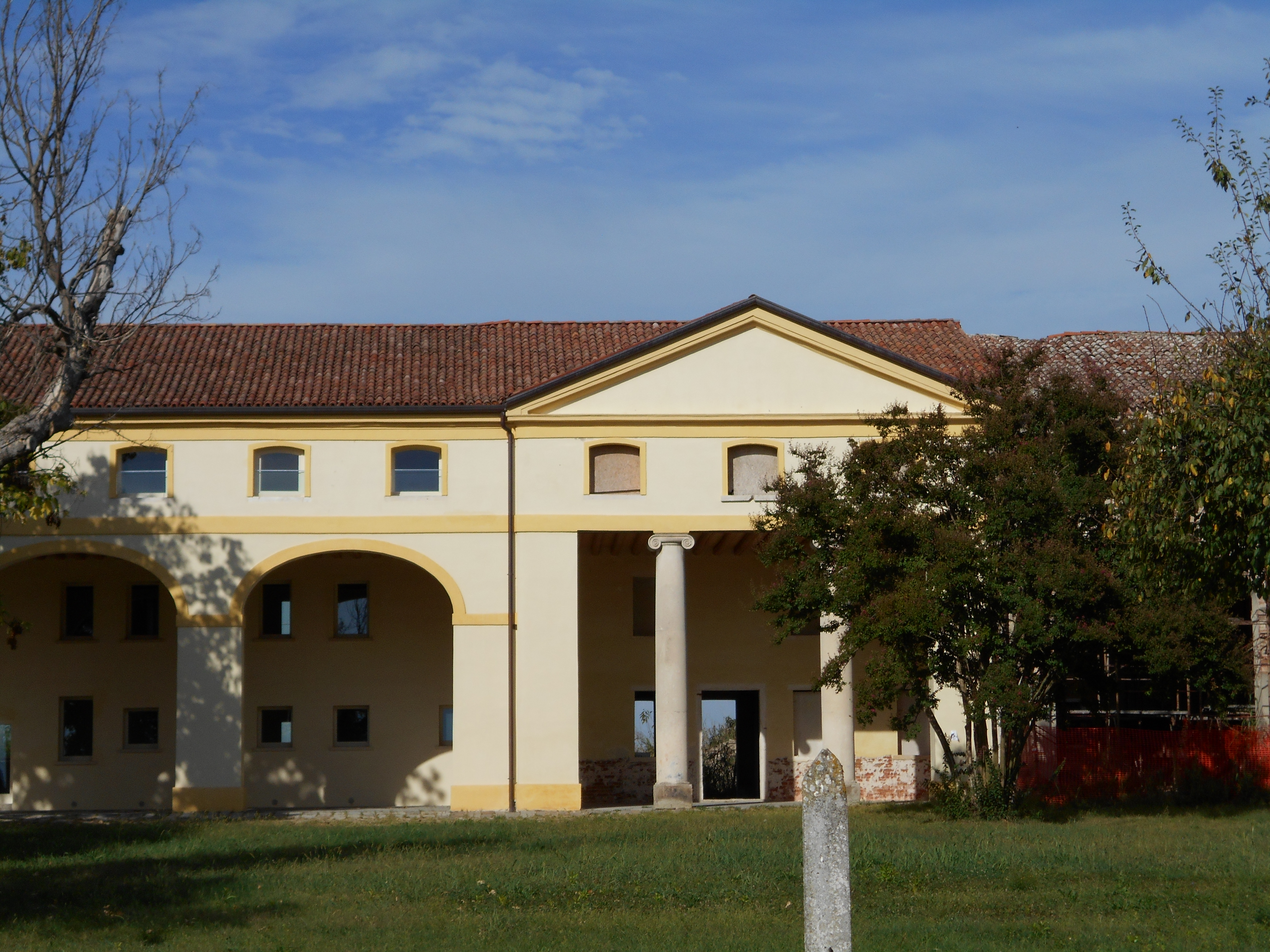
Villa Centanini a Pozzonovo

Pozzonovo (pron. Pozzonòvo, Possonòvo in veneto) è un comune italiano di 3 408 abitanti della provincia di Padova in Veneto.

## Geografia fisica
Pozzonovo si estende per circa 24,46 km² nel sud della provincia di Padova. Il territorio è compreso tra il comune di Monselice e il fiume Adige.
L'altitudine varia da 1 a 6 m s.l.m. Il territorio rientra nella Bassa padana, formatasi nel Pleistocene grazie alla deposizione di detriti (limo, sabbia, ghiaia e argilla) portati dai fiumi Bacchiglione, Brenta e Adige.

## Storia
La prima presenza di uomini risale al Neolitico ed è testimoniata dai ritrovamenti lungo l'argine Conselvano, nella località Ca' Polcastro, nonché legata alla civiltà Paleoveneta. Nella stessa zona si può notare la successiva divisione dei terreni agricoli romana.
Il paese viene nominato nel manoscritto su pergamena del XIII secolo, noto come "catastico di Ezzelino", dove si ritrova la contrata Puthei Novi, legata alla pieve di Santa Giustina di Monselice.
Verso la metà del XIV secolo in paese è presente un sacerdote fisso e probabilmente allo stesso periodo bisogna far risalire la prima chiesa, dedicata a Santa Maria.
Pozzonovo è definito parrocchia indipendente nei documenti dal 1457, anche se Monselice continuerà considerarlo proprietà fino all’avvento della Repubblica di Venezia.
A partire dal XVI secolo iniziarono i lavori di bonifica delle molte paludi presenti nel territorio, con l'obiettivo di potenziare l'agricoltura.
Dopo il crollo della Repubblica di Venezia e il dominio napoleonico, Pozzonovo divenne comune austriaco e cominciò ad avere rappresentanti.
Nel 1866 entrò nel Regno d'Italia. Venne poi costruito il pozzo, simbolo del paese.
Risalgono al primo dopoguerra le leggi del Regno d'Italia per l'assegnazione dello stemma e del gonfalone comunali, nonché la costruzione della pompa idraulica di Ca' Giovanelli, che permise la bonifica degli ultimi terreni paludosi.

## Monumenti e luoghi d'interesse

### Architetture religiose
Per la Chiesa cattolica il territorio è amministrativamente parte del Vicariato di Monselice, a sua volta divisione amministrativa della Diocesi di Padova, e diviso in due parrocchie, quella di Pozzonovo e di Stroppare.
- Chiesa della Natività della Beata Vergine Maria (XVIII-XX secolo), chiesa parrocchiale dedicata alla Natività della Beata Vergine Maria. L'edificio sorse al posto della precedente chiesa di Santa Maria che nel tardo XV secolo, durante la visita del vescovo Pietro Barozzi, venne indicato di dimensioni molto ridotte, lunga 14 m e larga 6 m.[6] L'attuale chiesa che la sostituì venne interessata da numerosi interventi di ristrutturazione che ne modificarono in parte aspetto e struttura. All'intervento più importante del XIX secolo seguì, nel 1910, la costruzione della facciata con elementi neoclassici, immutato invece il campanile sorto alla fine del XVIII secolo. All'interno sono conservati una terracotta rappresentante la "Madonna in trono con bambino", importante opera quattrocentesca di un allievo di Donatello, un crocifisso ligneo del XVI secolo, una pala raffigurante la "Natività di Maria". Degno di nota anche l'organo a canne presente in cantoria e realizzato dal celebre organaro Gaetano Callido nel 1804, e restaurato dai Fratelli Pugina nel 1888.
- Chiesa dei Santi Maria Madre di Dio e Francesco Borgia, nella frazione di Stroppare.
- Oratorio di Villa Centanini, già Polcastro (XVI secolo), cappella gentilizia dell'omonima villa sita in località Ca'polcastro.

### Architetture civili
- Villa Centanini, già Polcastro (XVI secolo) sita in località Capolcastro. L'edificio, di proprietà del comune di Pozzonovo ed in fase di restauro, è stata sede di una comunità incontro. Il complesso include la villa vera e propria, una barchessa ed una cappella gentilizia. Dell'originario giardino ottocentesco, realizzato tra la villa e la barchessa e del quale si è quasi totalmente perduto il disegno, rimangono alcuni esemplari arborei di notevoli dimensioni. Ad est, in corrispondenza dell'ingresso originario, sono presenti monumentali platani orientali mentre nelle vicinanze dell'oratorio segnano l'accesso ad un viale laterale due imponenti pioppi bianchi.[7]
- Casa colonica detta la "Grimana" (XVII secolo)

### Parco faunistico
Nei pressi della frazione di Stroppare sorge su una superficie di oltre 200000 m² il Parco faunistico Valcorba.

## Società

### Evoluzione demografica
Abitanti censiti

## Economia
Il settore primario è piuttosto sviluppato. Si coltivano cereali, frumento, ortaggi, foraggi, viti alberi da frutto, nella frazione di Stroppare si coltiva la patata dolce detta "Americana". Si allevano avicoli e bovini.
Il secondario comprende industrie alimentari, tessili, metalmeccaniche, per la fabbricazione di mobili ed edili.
Il terziario non è particolarmente sviluppato.

## Amministrazione

### Sindaci dal 1946
|                                                      | Giulio Simonetto                       | Partito Socialista Italiano | 1946-1951      | 1946   |
|                                                      | Sante Baldon                           | Democrazia Cristiana        | 1951-1956      | 1951   |
|                                                      | Francesco Galuppo                      | Democrazia Cristiana        | 1956-1966      | 1956   |
| 1960                                                 | Francesco Galuppo                      | Democrazia Cristiana        | 1956-1966      |        |
| 1964                                                 | Francesco Galuppo                      | Democrazia Cristiana        | 1956-1966      |        |
|                                                      | Idelmino Tamiazzo                      | Democrazia Cristiana        | 1966-1975      | (1964) |
| 1970                                                 | Idelmino Tamiazzo                      | Democrazia Cristiana        | 1966-1975      |        |
|                                                      | Giovanni Pertile                       | Democrazia Cristiana        | 1975           | 1975   |
|                                                      | Flavio Girotto                         | Democrazia Cristiana        | 1975-1990      | (1975) |
| 1980                                                 | Flavio Girotto                         | Democrazia Cristiana        | 1975-1990      |        |
| 1985                                                 | Flavio Girotto                         | Democrazia Cristiana        | 1975-1990      |        |
|                                                      | Mario Tognin                           | Democrazia Cristiana        | 1990-1995      | 1990   |
| Sindaci eletti direttamente dai cittadini (dal 1995) |                                        |                             |                |        |
|                                                      | Mario Tognin                           | Centro-sinistra             | 1995-2004      | 1995   |
| 1999                                                 | Mario Tognin                           | Centro-sinistra             | 1995-2004      |        |
|                                                      | Flavio Girotto                         | Centro-destra               | 2004-2009      | 2004   |
|                                                      | Antonella Reina (Commiss. prefettizio) | -                           | 2009           | -      |
|                                                      | Flavio Girotto                         | Centro-destra               | 2009-2014      | 2009   |
|                                                      | Antonio Tognin                         | Centro-sinistra             | 2014-2017      | 2014   |
|                                                      | Valeria Gaspari (Commiss. prefettizio) | -                           | 2017           | -      |
|                                                      | Arianna Lazzarini                      | Lega Nord                   | 2017-in carica | 2017   |
|                                                      | Arianna Lazzarini                      | Lega                        | 2017-in carica | 2022   |